# Mugu District
Mugu District er et af Nepals 75 administrative og politiske regioner, betegnet distrikter (lokalt betegnet district, zilla, jilla el. जिल्ला). Mugu er et bjerg-distrikt, som ligger i Karnali Zone i Mid-Western Development Region.
Mugu areal er 3.535 km² og der boede ved folketællingen 2001 i alt 31.465 og i 2007 35.146 i distriktet. Distriktets politiske organ District Development Committee er sammensat gennem indirekte valg, med repræsentation fra hver af de 9-17 administrative enheder ilakaer, hvert distrikt er opdelt i. 
Mugu District er endvidere opdelt i 24 udviklingskommuner (lokalt navn: Gaun Bikas Samiti (G.B.S.) el. Village Development Committee (VDC)), hvoraf byer med over 10.000 indbyggere kategoriseres som købstæder (municipalities). 
Mugu District er udviklingsmæssigt – gennem anvendelse af FN og UNDP's Human Development Index – kategoriseret som nr. 75 ud af Nepals 75 distrikter.

## Eksterne links
- Kort over Mugu District
- Mugu District sundhedsprofil – fra FN-Nepal (på engelsk)

29°33′N 82°10′Ø / 29.55°N 82.17°Ø